# Cyprolais quadrimaculata
Cyprolais quadrimaculata är en skalbaggsart som beskrevs av Fabricius 1781. Cyprolais quadrimaculata ingår i släktet Cyprolais och familjen Cetoniidae. Inga underarter finns listade i Catalogue of Life.

## Bildgalleri

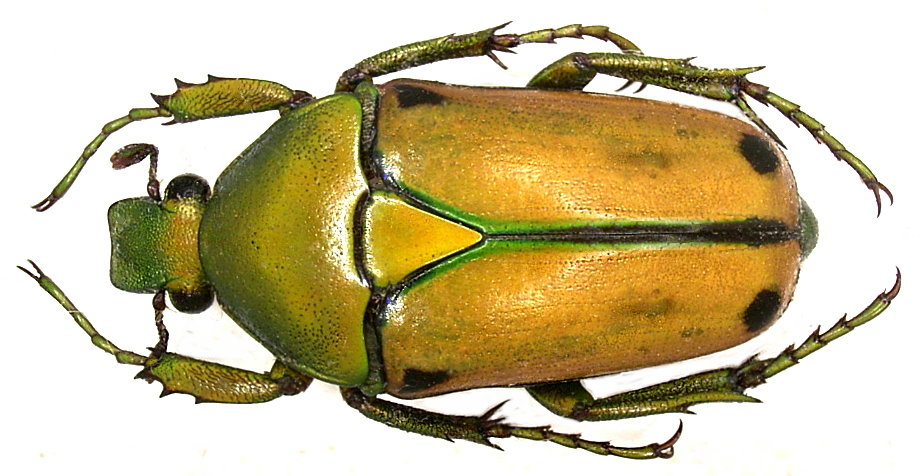